# Calbuco (vulkan)
Calbuco er en stratovulkan i det sydlige Chile, nær byen Calbuco. Vulkanens tinder er beliggende 2.015 meter over havets overflade. Vulkanen og det omkringliggende område er beliggende i Llanquihue nationalpark.
Vulkanen er særdeles aktiv og dens lava har et højt indhold af SiO2(55-60%). 
Calbuco har været i udbrud mindst 10 gange siden 1837. Det seneste udbrud fandt sted den 22. april 2015; det første siden 1972. Udbruddet medførte omlægning af flytrafikken omkring området. En større lavastrøm løb ud i den nærliggende sø og lyn i askesøjlen kunne ses fra rummet.
Et af de største udbrud i historisk tid i det sydlige Chile fandt sted i 1893-94, da Calbuco gik i udbrud. Kraftige eksplosioner sendte 30 cm store klippe- og lavastykker ud i en omkreds på mere end 8 km fra krateret og udsendte voldsomme vulkanske mudderstrømme. Tilsvarende kraftige udbrud fandt sted i april 1917 og januar 1929, hvor store mængder lava blev udsendt tillige med kraftige pyroklastiske laviner. Et tilsvarende kraftigt udbrud fandt sted i 1961.

## Galleri
- Calbuco set fra nord
- Set fra vulkanen Osorno
- Vulkanens askesky ved udbruddet i 2015

## Eksterne links
- Wikimedia Commons har flere filer relateret til Calbuco (vulkan)
- "Volcán Calbuco, Chile" on Peakbagger

41°19′48″S 72°37′06″V / 41.33000°S 72.61833°V